# Bustin' Out of L Seven
Bustin' Out of L Seven är Rick James andra album, utgivet i januari 1979. Den släpptes på labeln Gordy Records på Motown.

## Låtlista
Samtliga låtar skrivna av Rick James.
1. "Bustin' Out (On Funk)" - 5:21
2. "High on Your Love Suite: One Mo Hit (Of Your Love)" - 7:27
3. "Love Interlude" - 1:52
4. "Spacey Love" - 5:25
5. "Cop N Blow" - 5:04
6. "Jefferson Ball" - 7:20
7. "Fool on the Street" - 7:47